# 礁溪鄉

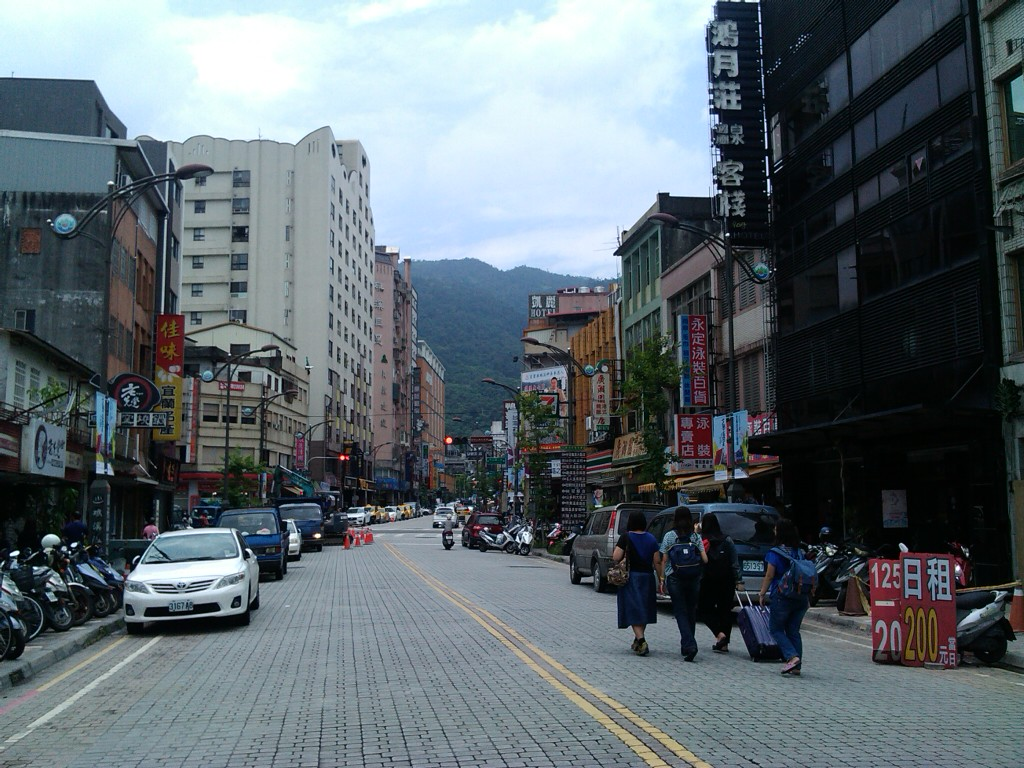
礁溪市區一景

礁溪鄉為臺灣宜蘭縣的一個鄉級行政區，位於宜蘭縣北部。東北鄰頭城鎮，東南接壯圍鄉，南為宜蘭市、員山鄉，西至北為新北市烏來區、坪林區。鄉境西北部為雪山山脈，東南部為二龍河的沖積平原，以礁溪溫泉聞名。

## 歷史
依據考古學者在礁溪鄉白雲村大竹圍遺址的調查研究，挖掘出土的遺物包含淡褐灰色夾砂陶和黃褐色夾砂陶為主的陶器群，及打製斧鋤形器及刮削器、磨製石刀、單縊形網墜、砥礪石等類型為主的石器群，還有台灣首次出土的大型木桶。其年約為公元前3,900年至1,500年間。另外在二龍村和玉田村交界處的淇武蘭遺址，也挖掘出墓葬、陶器、石器、骨器等遺物，其下文代層年代約為公元700年至1900年間。由此可知，礁溪地區在台灣史前時期已有人類在此活動。
1626年，西班牙佔領台灣北部。未幾，設立淡水省、哆囉滿省、噶瑪蘭省三個行省區，其中噶瑪蘭省即位於蘭陽平原。1634年，西班牙神父坤羅斯到噶瑪蘭傳教，建立2座小教堂。在10年的傳教活動中，約有600人信奉天主教並受洗。
1642年，佔領南台灣的荷蘭人北上趕走雞籠、淡水的西班牙駐軍。不久，西班牙人放棄噶瑪蘭的駐地，結束在北台灣的16年統治時期。荷蘭人佔領北台灣的初期，原住民時而起來反抗。1644年4月，噶瑪蘭24社長老到淡水與荷蘭人會面，提議修好。同年9月，一支荷蘭軍隊從雞籠出發遠征噶瑪蘭，經小規模的戰鬥後，使歸順的村社達到40餘個。
1661年（南明永曆十五年），鄭成功率兵攻打據有台灣的荷蘭人。隔年初荷蘭人敗走。然而鄭氏治台尚未及於北部，蘭陽平原仍屬非轄之地。1683年（南明永曆三十七年、清康熙二十二年），清廷派鎮海將軍水師提督施琅攻佔台灣。初期因噶瑪蘭地區僻處後山，並無漢人前往拓墾。
1768年（乾隆三十三年），林漢生由利澤簡港上岸拓墾，為首次入墾蘭陽平原之漢人。但2年後為原住民殺害，拓墾不成。1776年（乾隆四十一年），林元旻由烏石港北邊的河流上溯，入墾淇武蘭，為漢人成功入墾蘭陽平原最早者，並與平埔族為鄰。1796年（嘉慶元年），吳沙率眾從頭城南下開墾，在1798年後陸續完成礁溪湯圍（德陽村）、白石圍（白雲、玉石村）、三圍（三民村）、四圍（吳沙村）的開發與開墾，成功帶動漢人大規模對蘭陽平原的全面拓墾。
1812年宜蘭納畫入清朝版圖並設噶瑪蘭廳，礁溪鄉地區為礁溪庄、隸屬淇武蘭堡；1895年台灣總督府調整行政區域，將淇武蘭堡改稱四圍堡，1920年將四圍堡改為礁溪庄，劃歸台北州宜蘭郡管轄，1946年將礁溪庄改為礁溪鄉，1950年中華民國將宜蘭縣設縣並將礁溪鄉列入範圍至今。

## 地理
礁溪鄉位在宜蘭縣十二個鄉鎮市的地理位置上，具有特殊的優越性。台鐵宜蘭線、國道五號、台9線皆由北而南穿越本鄉。國道五號進入宜蘭縣境內的第一個交流道，就在本鄉白雲村與頭城鎮二城里接壤處。鄉公所南距縣政府僅約10公里；經北宜公路或台鐵宜蘭線前往台北車站僅約72公里，而國道五號完成後更縮短至約40公里，聯外交通極為方便。

### 地形
礁溪鄉輪廓略呈橫置的秋海棠葉狀，西部為葉尾，東部為葉柄。地勢西北高而東南低，大致以海拔約35公尺之宜5線鄉道為山區與平地之界線。平地屬蘭陽平原，為蘭陽溪、宜蘭河、頭城河等水系沖積而成之肥沃農業區。東北部二龍河至下埔排水線之間，為低於海平面之沼澤地。
山區部分為雪山山脈主脈北段的一部分，主要山峰有鵠子山（標高679公尺）、三角崙山（標高1,029公尺）、烘爐地山（標高1,166公尺）、小礁溪山（標高1,147公尺）、大礁溪山（標高1,161公尺）等，其中除鵠子山峰頂位於鄉境內、三角崙山峰頂位於新北市坪林區之外，其餘諸峰之峰頂均在本鄉西北部與新北市邊界上。

### 水文

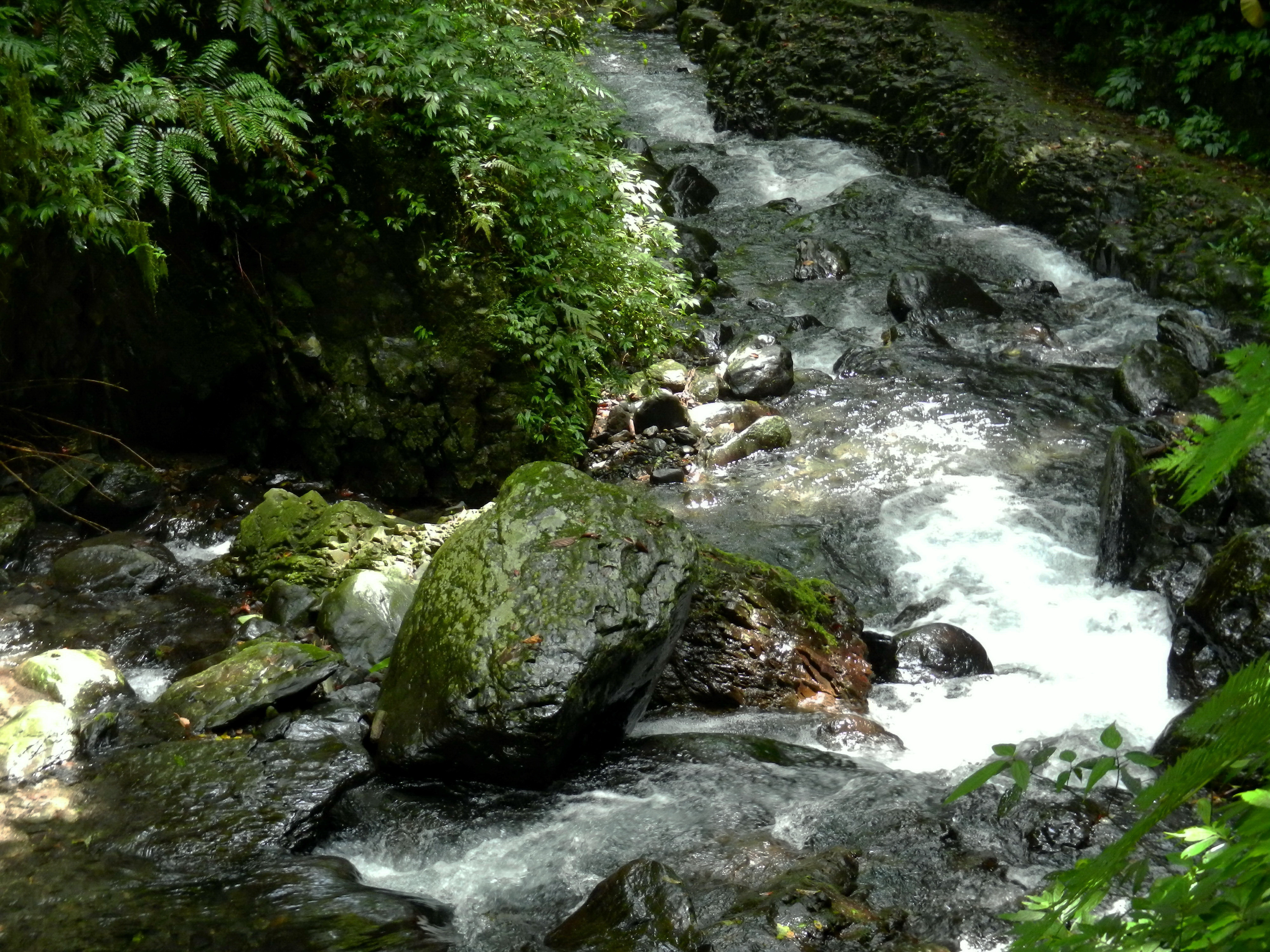
林美溪

礁溪鄉地勢西高東低，河川均由西向東流。全鄉河川均歸屬頭城河、宜蘭河兩大水系，前者在本鄉轄區有猴洞坑溪、十一股溪、湯圍溪、得子口溪（二龍河）、林尾溪等支流，而後者在本鄉轄區則有小礁溪、大礁溪等支流。
頭城河為宜蘭縣縣管河川，主流長度19.3公里，流域面積98.35平方公里。主流上游名為得子口溪，發源於雪山山脈烘爐地山東側。匯集林尾溪後流至七結橋下二龍村界處，改稱為二龍河。舊河道流經淇武蘭聚落南緣，於國道五號附近匯集港仔尾港後，因流量大增使得河面變寬。1990年實施的二龍河截彎取直工程中，在七結橋至港仔尾港匯流處新闢一條較直的人工河道，故流程大為縮短。隨後流經洲仔尾聚落，至時潮村復興橋附近，匯集南側的十三股排水溝後，改稱頭城河。其後轉向北流，成為礁溪鄉與頭城鎮界河。於時潮村東北角流出鄉境，進入頭城鎮轄區。此後再匯集下埔排水線、福德坑溪等支流，最後在頭城鎮打馬煙附近出海注入太平洋。
歷史上因河道變遷，頭城河水系南部各支流經常被蘭陽溪與宜蘭河等河流搶水或襲奪。在過去水利建設未發達的時候，這樣的情形毎到大雨洪水即時常發生。今日因水利建設而使各河安於現今河道。

### 氣候
礁溪鄉並境內無氣象站，但因距離宜蘭氣象站甚近，故參考該站所測氣候資料詳列如下。
| 宜蘭（1971年至2000年） | 宜蘭（1971年至2000年） | 宜蘭（1971年至2000年） | 宜蘭（1971年至2000年） | 宜蘭（1971年至2000年） | 宜蘭（1971年至2000年） | 宜蘭（1971年至2000年） | 宜蘭（1971年至2000年） | 宜蘭（1971年至2000年） | 宜蘭（1971年至2000年） | 宜蘭（1971年至2000年） | 宜蘭（1971年至2000年） | 宜蘭（1971年至2000年） | 宜蘭（1971年至2000年） |
| 月份                   | 1月                    | 2月                    | 3月                    | 4月                    | 5月                    | 6月                    | 7月                    | 8月                    | 9月                    | 10月                   | 11月                   | 12月                   | 全年                   |
| ---------------------- | ---------------------- | ---------------------- | ---------------------- | ---------------------- | ---------------------- | ---------------------- | ---------------------- | ---------------------- | ---------------------- | ---------------------- | ---------------------- | ---------------------- | ---------------------- |
| 平均高温 °C（°F）      | 19.4 (66.9)            | 19.6 (67.3)            | 22.2 (72.0)            | 25.4 (77.7)            | 27.9 (82.2)            | 30.7 (87.3)            | 32.6 (90.7)            | 32.0 (89.6)            | 30.2 (86.4)            | 26.8 (80.2)            | 23.4 (74.1)            | 20.5 (68.9)            | 25.9 (78.6)            |
| 平均低温 °C（°F）      | 13.4 (56.1)            | 13.8 (56.8)            | 15.7 (60.3)            | 18.6 (65.5)            | 21.3 (70.3)            | 23.7 (74.7)            | 25.0 (77.0)            | 24.9 (76.8)            | 23.3 (73.9)            | 20.9 (69.6)            | 17.8 (64.0)            | 14.8 (58.6)            | 19.4 (66.9)            |
| 平均降水量 mm（）      | 155.3 (6.11)           | 175.2 (6.90)           | 132.2 (5.20)           | 134.2 (5.28)           | 222.7 (8.77)           | 186.7 (7.35)           | 145.5 (5.73)           | 243.8 (9.60)           | 441.2 (17.37)          | 442.3 (17.41)          | 360.2 (14.18)          | 188.4 (7.42)           | 2,827.7 (111.33)       |
| 平均相對濕度（％）     | 83.5                   | 85.0                   | 84.5                   | 84.6                   | 86.3                   | 85.3                   | 80.9                   | 82.0                   | 83.6                   | 85.5                   | 85.6                   | 83.9                   | 84.2                   |
| 月均日照時數           | 68.5                   | 61.4                   | 82.9                   | 94.1                   | 104.9                  | 144.9                  | 217.1                  | 205.5                  | 153.2                  | 97.5                   | 65.7                   | 63.7                   | 1,359.4                |
| 来源：中央氣象局       |                        |                        |                        |                        |                        |                        |                        |                        |                        |                        |                        |                        |                        |

### 人口
根據宜蘭縣政府民政處統計，2024年底礁溪鄉戶數約1.6萬戶，人口約3.5萬人，鄉內人口最多與最少的村分別是德陽村與二結村，2024年底兩村人口分別為4,812人與447人；人口密度最高與最低的村亦同，2024年底兩村人口密度分別為每平方公里2,051人與26人。

## 政治

### 歷任首長

#### 臨時代理庄長及官派鄉長時期
| 任別       | 姓名   | 到任日期       | 卸任日期       | 備註 |
| ---------- | ------ | -------------- | -------------- | ---- |
| 臨時代理庄長 | 呂天賜 | 1945年10月10日 | 1946年2月19日  |      |
| 官派鄉長   | 蕭阿乖 | 1946年2月20日  | 1946年12月31日 |      |

資料來源：《礁溪鄉誌增修版》

#### 鄉民代表大會選舉鄉長時期
| 任次  | 姓名   | 到任日期     | 卸任日期       | 備註     |
| ----- | ------ | ------------ | -------------- | -------- |
| 第1任 | 林俊英 | 1947年1月1日 | 1948年12月31日 |          |
| 第2任 | 張倉連 | 1949年1月1日 | 1950年3月3日   | 任內逝世 |
| 第2任 | 林俊英 | 1950年5月1日 | 1951年7月31日  | 補選     |

資料來源：《礁溪鄉誌增修版》

#### 民選鄉長時期
| 屆次   | 姓名   | 到任日期       | 卸任日期       | 黨籍       | 備註       |
| ------ | ------ | -------------- | -------------- | ---------- | ---------- |
| 第1屆  | 林俊英 | 1951年8月1日   | 1953年7月31日  |            |            |
| 第2屆  | 林長安 | 1953年8月1日   | 1956年7月31日  |            |            |
| 第3屆  | 林萬榮 | 1956年8月1日   | 1960年2月28日  |            |            |
| 第4屆  | 林萬榮 | 1960年3月1日   | 1964年2月28日  |            |            |
| 第5屆  | 林與士 | 1964年3月1日   | 1968年2月28日  |            |            |
| 第6屆  | 吳金地 | 1968年3月1日   | 1973年3月31日  |            |            |
| 第7屆  | 張金策 | 1973年4月1日   | 1975年6月23日  |            | 中途辭職   |
| 第7屆  | 張季冬 | 1975年6月24日  | 1977年12月29日 |            | 代理鄉長   |
| 第8屆  | 周錦   | 1977年12月30日 | 1982年12月29日 |            |            |
| 第9屆  | 周錦   | 1982年12月30日 | 1986年2月28日  | 中國國民黨 |            |
| 第10屆 | 陳德治 | 1986年3月1日   | 1990年2月28日  | 中國國民黨 |            |
| 第11屆 | 陳德治 | 1990年3月1日   | 1994年2月28日  | 中國國民黨 |            |
| 第12屆 | 吳正連 | 1994年3月1日   | 1998年2月28日  | 民主進步黨 | 未爭取連任 |
| 第13屆 | 吳宏謀 | 1998年3月1日   | 2002年2月28日  | 民主進步黨 | 未爭取連任 |
| 第14屆 | 林政盛 | 2002年3月1日   | 2006年2月28日  | 中國國民黨 |            |
| 第15屆 | 林政盛 | 2006年3月1日   | 2010年2月28日  | 中國國民黨 | 同額競選   |
| 第16屆 | 黃太平 | 2010年3月1日   | 2012年6月22日  | 中國國民黨 | 任內逝世   |
| 第16屆 | 陳文昌 | 2012年6月23日  | 2012年9月16日  | 民主進步黨 | 代理鄉長   |
| 第16屆 | 林錫忠 | 2012年9月17日  | 2014年12月25日 | 民主進步黨 | 補選上任   |
| 第17屆 | 林錫忠 | 2014年12月25日 | 2018年12月25日 | 民主進步黨 |            |
| 第18屆 | 張永德 | 2018年12月25日 | 2022年12月25日 | 中國國民黨 |            |
| 第19屆 | 張永德 | 2022年12月25   | 現任           | 中國國民黨 |            |

### 鄉政組織
礁溪鄉公所是礁溪鄉最高層級的地方行政機關，在中華民國政府架構中為鄉自治的行政機關，同時負責執行縣政府及中央機關委辦事項，礁溪鄉的自治監督機關為宜蘭縣政府。鄉長由全體鄉民直接選舉產生，任期為四年，可連選連任一次。礁溪鄉公所並置鄉政會議，為鄉政最高決策機構，在鄉長之下，設有5課4室等9個內部單位及4個附屬機關。
礁溪鄉民代表會是礁溪鄉的最高民意機關，代表礁溪鄉全體鄉民立法和監察鄉政。鄉民代表由公民直選選出，任期為四年，可連選連任。礁溪鄉民代表會共有11位鄉民代表，分別為第一選區4席鄉民代表、第二選區2席鄉民代表、第三選區2席鄉民代表、第四選區3席鄉民代表，主席、副主席由11位鄉民代表互選產生。

### 行政區
礁溪鄉行政區域共劃分為十八個村，各村名稱如下：
- 二結村、大忠村、玉光村、白雲村、吳沙村、匏崙村
- 二龍村、大義村、玉石村、白鵝村、林美村、德陽村
- 三民村、六結村、玉田村、光武村、時潮村、龍潭村

另外一種劃分方式則可依境內主要河流──得子口溪將礁溪鄉分為溪北、溪南，以及西南側的山區：
- 溪北：白雲村、玉石村、大忠村、大義村、三民村、德陽村、六結村、二龍村、時潮村
- 溪南：白鵝村、吳沙村、龍潭村、玉田村、玉光村、光武村
- 山區：林美村、匏崙村、二結村

鄉治(鄉公所)位於六結村；礁溪車站位於德陽村；四城車站位於吳沙村。

## 經濟

### 農漁牧業
礁溪鄉位於蘭陽平原沖積地，北緯24度48分，屬於亞熱帶兼具溫帶及熱帶性氣候，高溫多濕、水源豐沛、灌溉便利、土地肥沃，極適合農漁牧事業之發展。
稻米是本鄉主要的農作物。近年來由於農業技術的改良進步，平均每公頃糙米年產量已達6,000公斤左右，為民國四十年平均年產量2,386公斤之2.5倍。雜糧作物之甘藷，特用作物之茶、黃麻，果品之柑桔、金棗、桃、李、香蕉、鳳梨、蓮霧、番石榴等，蔬菜之蘿蔔、薑、蔥、蒜、包心白菜、蕃茄、甘藍菜、芥菜等，都以農家副業型態經營。
畜牧業以經濟目的飼養者有豬、雞、鴨等，另外早期有以耕耘為目的而飼養之水牛。
鄉境東北部的時潮村一帶因地勢低窪，常有水患。早期農民夏季種稻，冬季養魚。民國四十至五十年間，開始利用漥地挖魚塭養殖虱目魚。五十年代起，隨著日本對鰻魚的需求增加而改養鰻魚，為國家賺取外匯，尤以民國六十九年為最盛時期，全鄉外銷鰻魚之外匯收入達百萬美元以上。民國七十年代鰻魚外銷受挫，改養蝦子，獲利亦頗豐。其後遇到蝦子感染疾病的衝擊，養殖事業轉趨於多樣化。民國九十年台灣加入WTO以後，部份業者開始兼營觀光休閒漁業，嘗試走出一條新出路。

### 工商服務業
礁溪鄉紡織成衣工業發展於1960年代，先是台塑集團在龍潭村創建台麗成衣工廠，後來改組為台化工廠，轉而生產紡織品，並於另創台旭紡織廠生產紡織品。1980年代，又於龍潭村重建台麗成衣工廠。各工廠占地合計約有30公頃，使得龍潭村成為宜蘭縣紡織成衣業重鎮。不久，遠東集團在玉石村創設遠東成衣廠，另有康和成衣廠創設於白雲村、東鋒公司租用大忠村礁溪戲院改設為成衣工廠。一時之間，成衣及針織業成為本鄉主要民生工業，當時家家戶戶皆有婦女擔任從業員，對農村經濟發展功不可沒。1990年代後期，因台商出走，不少成衣及針織工廠關廠，盛況已大不如前。 
礦泉水工業為本鄉之特色工業，主要係抽取地下溫泉水，經由人工處理後裝瓶銷售。1960年代，怡康礦泉水公司在德陽村設廠，生產純礦泉水行銷中東地區。因質純並含有適量消化性礦物質，甚受歡迎。其後由於國內經濟蓬勃發展，國民所得升高，瓶裝飲用水需求量不斷增加，山內、鼎康、宏林、潤霖等工廠陸續創建，已成為本鄉最重要的工業。
礁溪的溫泉業在發展始於1961年，初期僅有幾家溫泉旅館。1970年代，礁溪大飯店創立。當時主要的營業方式是以女侍應生服務酌酒、伴唱，客源以來台休假的越戰美軍及少數日本商人為主。1979年台北市政府宣布北投廢娼後，礁溪很快地取而代之，成為日本觀光客的最愛，但也助長了色情行業的發展。
1990年代以後，許多中小企業外移，溫泉鄉的酒攤文化逐漸沒落；而且隨著社會經濟的發展，國民休閒旅遊成為主流，礁溪的溫泉產業開始邁向觀光化。礁溪鄉公所有意識地舉辦大型文化活動，使礁溪溫泉逐漸擺脫「溫柔鄉」的惡名。業者開始採取多元化的經營模式，提升服務品質，營造健康、養生的溫泉文化。遊客到礁溪泡溫泉的需求因而大增，老爺大酒店、長榮鳳凰酒店等五星級的溫泉旅館也應運而生。

## 寺廟祭典與民俗活動
協天廟位於礁溪聚落南端，行政區屬於大忠村，創建於1804年（清嘉慶九年），主祀關聖帝君。因當地漳州移民習慣稱關聖帝君為協天大帝，故取名協天廟。協天廟是台灣北部地區最大的關帝廟，每年的傳統祭典由大忠、大義、德陽、六結、二龍、三民、白鵝、林美等八大庄（村）輪值。協天廟年度祭典以春秋二季最為隆重，春季大典中的「乞龜」，和秋季大典中的「四佾舞」，都是當地非常重要的民俗活動。
二龍村龍舟競渡是礁溪鄉二龍村轄下的淇武蘭、洲仔尾兩聚落舉行的龍舟競賽。這個傳統民俗活動已有二百二十多年歷史，初期舉行的日期並不固定，至1967年開始，賽龍競渡活動更改在端午節舉辦。二龍村龍舟競渡傳統上沒有發令員、計時員與裁判，雙方選手們認為齊位、旗鼓相當時就敲鑼出發，若有一方未見敲鑼，便需重新開始；行進中若有一方覺得起步慢，不公平而不敲鑼，或沒有信心勝利而不敲鑼，就算對手已經划到終點，也不算奪標。只要有一方認為對方違規，比賽就得重來，勝負由觀眾和選手自行認定。亦由於這些特色，常被人稱為「君子之爭」。由於該活動的特殊性，2001年（民國90年）被交通部觀光局列為「十二項大型地方節慶活動」。

## 教育

### 大專院校
- 國立宜蘭大學延文實驗林場
- 佛光大學[27]
- 淡江大學蘭陽校園[28]

### 國民中學
- 宜蘭縣立礁溪國民中學
- 宜蘭縣立吳沙國民中學
- 宜蘭縣宜江實驗教育中學

### 國民小學
- 宜蘭縣礁溪鄉礁溪國民小學
- 宜蘭縣礁溪鄉玉田國民小學
- 宜蘭縣礁溪鄉龍潭國民小學
- 宜蘭縣礁溪鄉三民國民小學
- 宜蘭縣礁溪鄉四結國民小學

## 醫療
- 礁溪杏和醫院

## 交通

### 鐵路

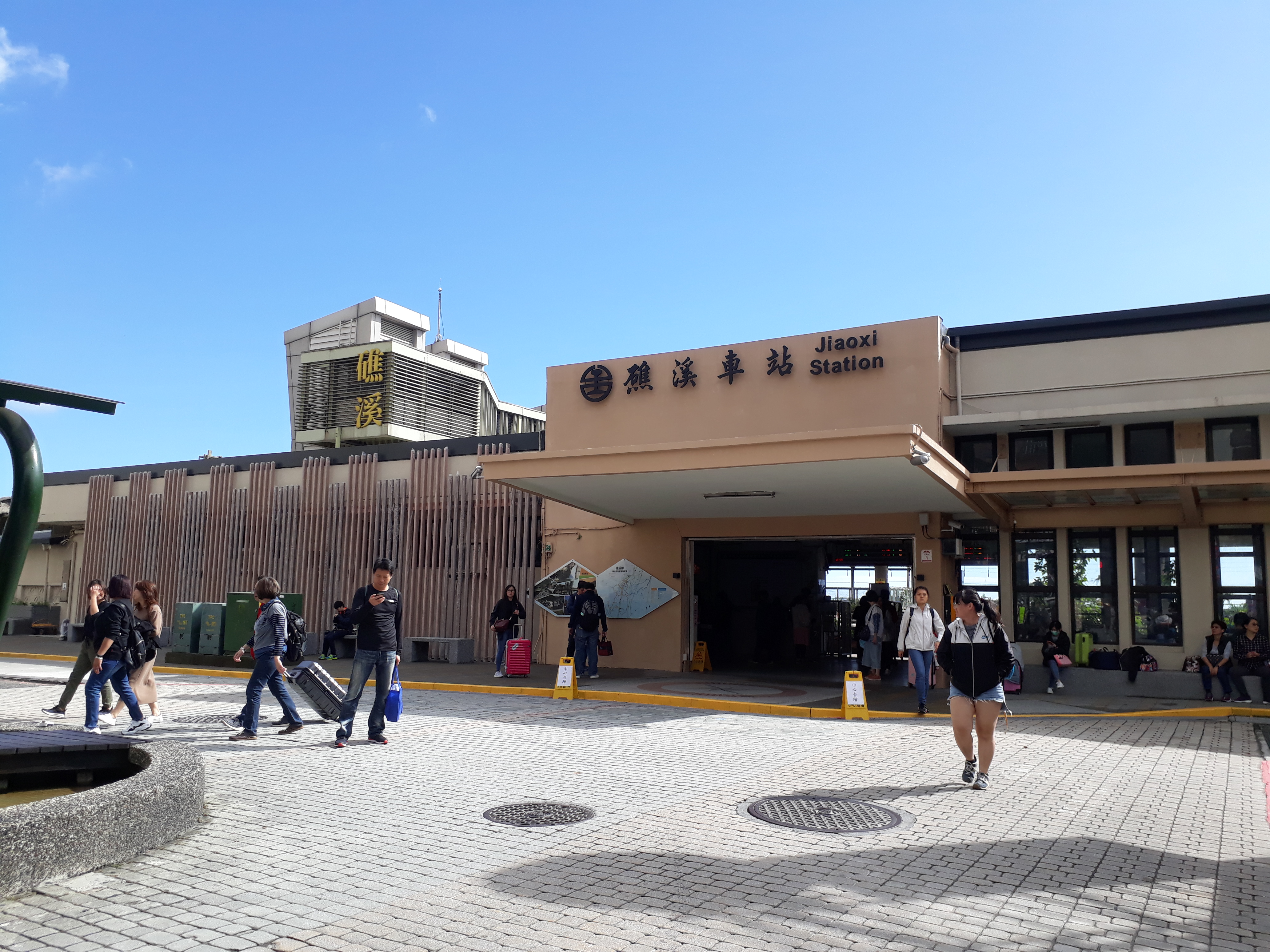
台鐵礁溪車站

台鐵宜蘭線由北而南穿越本鄉東部平原，在鄉境內路線位於省道台9線東側，並與之大致平行，共設有礁溪、四城兩個車站。往北可通往瑞芳、八堵，接縱貫線前往基隆、台北及西部各地；往南可通往宜蘭、羅東、蘇澳，或在蘇澳新站接北迴線前往花蓮及東部各地。
礁溪車站位於德陽村，目前為三等站，為本鄉主要車站。停靠的車次有部分普悠瑪號、自強號，全部的莒光號、區間車。四城車站為甲種簡易站，停靠班次較少。

### 公路

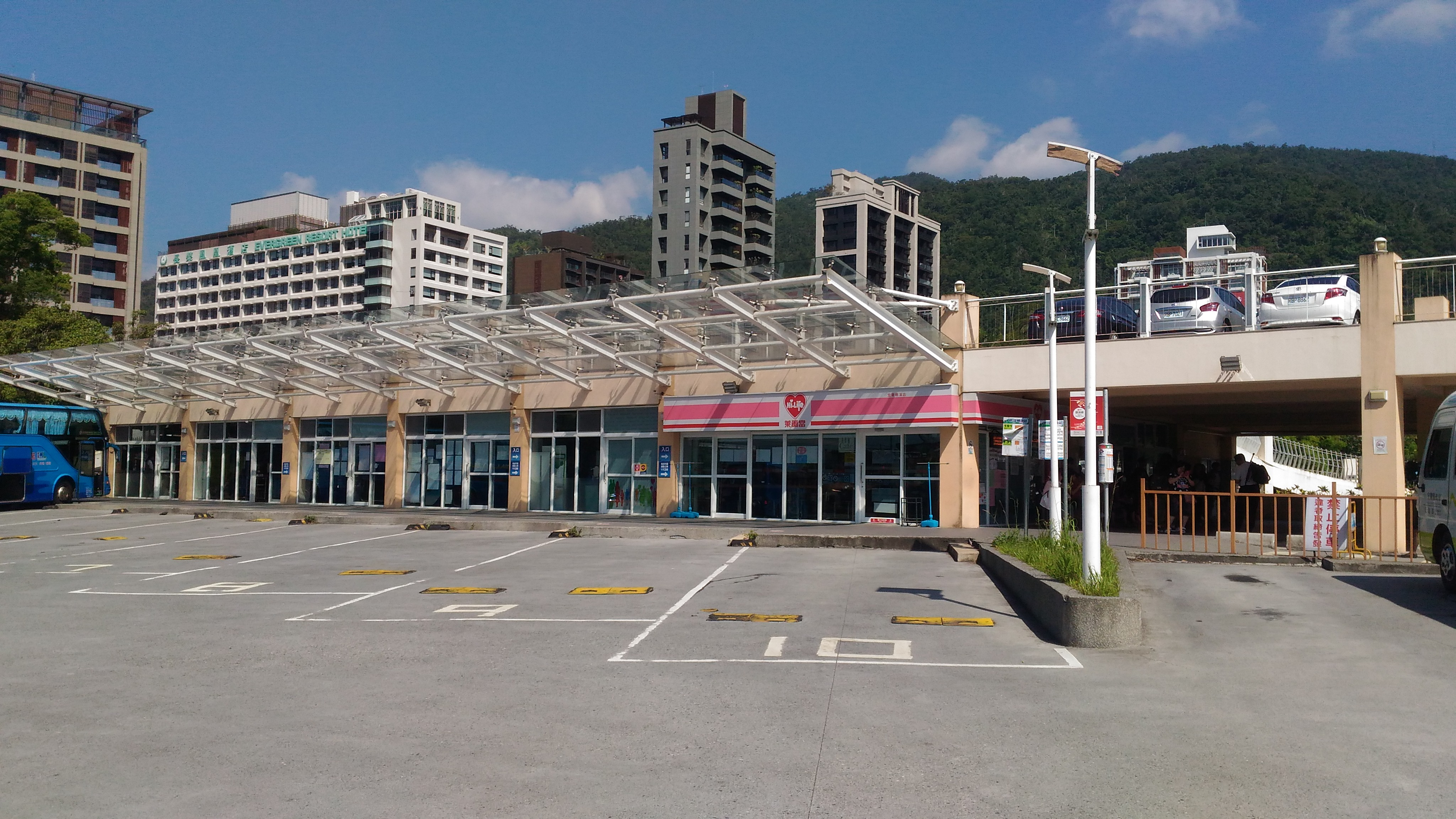
國道客運礁溪轉運站

國道五號（蔣渭水高速公路）為蘭陽平原通往台北盆地的捷徑，由北而南穿越礁溪鄉東部平原，在鄉境東北角與頭城鎮接壤處設有頭城交流道，本鄉南邊設有宜蘭交流道。經此道路往北可通往新北市、台北市，並轉往西部各縣市；往南則可通往宜蘭市、羅東鎮、蘇澳鎮等地，並接續蘇花公路前往花蓮縣、臺東縣。
台9線（北宜公路）為宜蘭縣通往新北市、台北市的重要平面道路。在礁溪鄉境內路段位於國道五號西側，兩者大致平行。台9線往北經頭城鎮二城聚落直行可接台2庚線、台2線前往頭城鎮、貢寮區、瑞芳區、基隆市等地，往南則可通往宜蘭市、羅東鎮、蘇澳鎮等地。
縣道191號為國道五號（蔣渭水高速公路）側車道，北起礁溪鄉德陽村砂港路一帶，南至冬山鄉；縣道191甲號為穿越本鄉東部的另一條南北向道路，往北可達頭城鎮頂埔聚落，並接上台2庚線；往南可經壯圍鄉抵達宜蘭市美城。縣道192甲線西起本鄉南部的龍潭聚落，東至宜蘭市美宜路接上縣道192號。
在國道客運方面，現有首都客運1572路線、葛瑪蘭客運1915路線行駛台北經國道三號、五號來往礁溪鄉、宜蘭市、羅東鎮。另有首都客運、國光客運聯營1880路線行駛基隆經國道一號、三號、五號來往礁溪鄉、宜蘭市、羅東鎮。

### 公車資訊
- 國道客運
  - 首都客運
    - 1572 台北－－北二高－北宜高－羅東轉運站（全程車）
    - 1572 台北－－北二高－北宜高－礁溪轉運站（直達車）

  - 首都客運與國光客運聯營
    - 1880 基隆車站－中山高－汐止－中山高－北二高－北宜高－礁溪轉運站

  - 葛瑪蘭客運
    - 1915A 板橋－台北－－北二高－北宜高－礁溪－宜蘭－羅東（全程車）
    - 1915A 板橋－台北－－北二高－北宜高－礁溪（礁溪直達車）
    - 1915B 板橋－台北－環東大道－北二高－北宜高－礁溪－宜蘭－羅東 （全程車，行駛環東大道）
    - 1915C 板橋－台北－－文山路－北宜高－礁溪－宜蘭－羅東（行駛文山路，全程車）

  - 統聯客運
    - 1665 新店－公館－國三甲－北二高－北宜高－礁溪轉運站－宜蘭轉運站

- 宜蘭縣市區公車
  - 葛瑪蘭客運
    - 綠11A 台灣好行礁溪A線 礁溪火車站－佛光大學雲起樓
    - 綠11B 台灣好行礁溪B線 礁溪火車站－淡江大學蘭陽站
    - 113 礁溪轉運站－塭底路
    - 131 礁溪車站－石城
    - 191 礁溪轉運站－竹安國小
    - 755 宜蘭轉運站－望龍埤(經二結村、匏崙村)

  - 葛瑪蘭客運與首都客運聯營
    - 112 礁溪轉運站－礁溪火車站
    - 112A 礁溪轉運站－五峰旗風景區－礁溪火車站 ﹝假日部分班次繞駛五峰旗風景區﹞

  - 國光客運
    - 紅1 外澳－宜蘭轉運站
    - 綠15 宜蘭轉運站－大礁溪
    - 1766 烏石港－南方澳
    - 1767 南方澳－頭城 ﹝經純精路﹞
    - 1767A 南方澳－頭城 ﹝經羅東高中﹞
    - 1790 宜蘭轉運站－頭城（經竹安）
    - 台灣好行  綠19宜蘭東北角海岸線 礁溪轉運站－石城漁港

## 觀光休閒

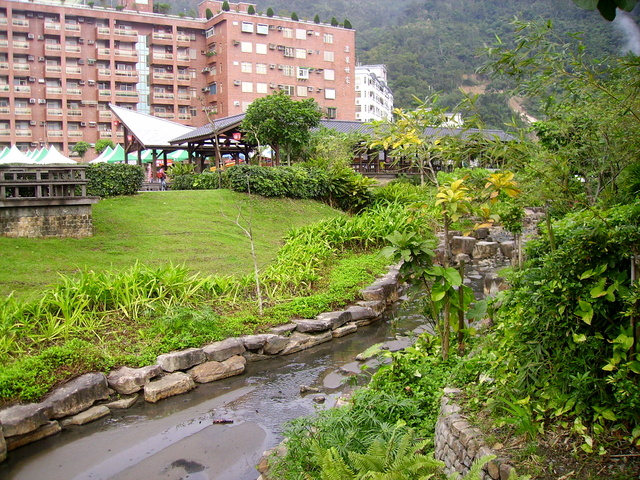
以溪流呈現的露天溫泉

礁溪溫泉是台灣少見的平地溫泉，屬於碳酸氫鈉泉，泉色清無臭，酸鹼值約在7左右，湧到地表時約為58℃，洗後光滑柔細不黏膩，由於富含鈉、鎂、鈣、鉀、碳酸離子等礦物質成分，因此不論是浸泡、沐浴、或經處理後成為礦泉水飲用，都對身體健康極有幫助。為推廣礁溪溫泉，地方政府每年年底都會舉辦溫泉節。
五峰旗瀑布為得子口溪上游的瀑布，位於礁溪鄉大忠村。瀑布後方有五座山峰，均形似國劇道具中的三角大旗，故名「五峰旗」。該瀑布共有三層瀑布，全區以步道連結，其中以第三層瀑布距離入口處甚近，而在第二層瀑布設有涼亭與平台，可供旅客觀賞瀑布，再往上可至第一層瀑布。
猴洞坑瀑布為猴洞坑溪上游流經斷崖所形成的一處瀑布，位於本鄉白雲村與頭城鎮二城里交界處，屬「蘭陽十八勝」之一。因上游溪水水源不足，白雲村村民為水利灌溉考量，築水渠攔截瀑布，致使瀑布最下段成為人工瀑布，只有在雨季時節，才有機會觀賞到寬約6公尺，高約25公尺的瀑布盛況。 
龍潭湖舊稱「大埤」或「大陂湖」，位於龍潭村，三面環山，四周有環湖道路，面積約17公頃，是宜蘭五大名湖中面積最大者。「龍潭清影」是「新蘭陽八景」之一，也是昔日「蘭陽十二勝」之一。湖區在民國七十五年公告為「龍潭湖風景特定區」，近來已建成龍潭湖旅客服務中心，為假日旅遊的好去處。
在登山健行方面，礁溪鄉有位於玉石村、白雲村的跑馬古道、大忠村的聖母登山步道、林美村的林美石磐步道等知名登山步道。
武暖石橋頭福德廟位在光武村，廟前有武暖石板橋。
國立宜蘭大學延文實驗林場位於二結村，入口有吳振立紀念碑。

## 外部連結
- 礁溪鄉公所 （页面存档备份，存于）
- 礁溪鄉公所的Facebook專頁
- YouTube上的礁溪鄉公所頻道
- 礁溪觀光旅遊網 （页面存档备份，存于）